# 丸山静
丸山 静（まるやま しずか、男性、1914年7月12日 - 1987年7月2日）は、日本の文芸評論家。

## 生涯
東京帝国大学仏文科卒、京都帝国大学東洋史学科卒。1980年から愛知大学教授を務めた。
風巻景次郎・西郷信綱らと「抒情」を創刊。当初は島木赤彦をはじめ現代日本文学の評論を行ったが、のち文化人類学、民俗学に関心を移し、『熊野考』を遺作として残した。
ジュリア・クリステヴァ、ジョルジュ・デュメジルなどの訳者としても知られる。1968年、現象学会設立。

## 著書
- 島木赤彦 八雲書林 1943
- 島崎藤村 福村書店 1952（国語と文学の教室）
- 現代文学研究 東京大学出版会 1956
- はじまりの意識 せりか書房 1971
- 島木赤彦 上田三四二共著 桜楓社 1981（短歌シリーズ・人と作品）
- 熊野考 せりか書房 1989

## 翻訳
- 現象学の展開 ピエール・テヴェナ せりか書房 1968
- フッサールとハイデガー エマニュエル・レヴィナス せりか書房 1977
- 中国の女たち ジュリア・クリステヴァ せりか書房 1981
- デュメジル・コレクション 1－4 ジョルジュ・デュメジル 前田耕作共編 ちくま学芸文庫、2001